# Judith McConnell
Pour les articles homonymes, voir McConnell.
Judith McConnell est une actrice américaine, née le 6 avril 1944 à Pittsburgh en Pennsylvanie.
Elle est apparue à la télévision à partir de 1967 dans de nombreuses séries dont Les Mystères de l'Ouest, Mannix, Les Rues de San Francisco ou encore Cannon, et a interprété le rôle de Sophia Wayne Capwell dans le feuilleton Santa Barbara entre 1984 et 1993.

## Filmographie
- 1967 : Star Trek (TV) épisode Un loup dans la bergerie : Yeoman Tankris
- 1968 : Les Mystères de l'Ouest (série TV) - Saison 3 épisode 20, La Nuit de la Mort masquée (The Night of the Death Masks), de Mike Moder : Amanda
- 1969 : The Beverly Hillbillies : Jeanne Leeds
- 1974 : The Thirsty Dead de Terry Becker : Claire, la danseuse du cabaret
- 2014 : Mistresses
- 2014 : American Nightmare 2: Anarchy : une dame âgée élégante